# Operation Barbarossa
Operation Barbarossa (tysk: Unternehmen Barbarossa), oprindeligt kaldt Operation Fritz, var kodenavnet for Nazi-tysklands invasion af Sovjetunionen under 2. verdenskrig. Angrebet begyndte den 22. juni 1941. Over 4,5 millioner af Aksemagternes soldater invaderede Sovjetunionen over en 2.900 km lang front. Operationen var opkaldt efter kejser Frederik Barbarossa af det Tysk-romerske rige, som var leder af det 3. korstog i det 12. århundrede. Planlægningen for Operation Barbarossa startede 18. december 1940; de hemmelige militære forberedelser og selve operationen varede fra foråret 1941 til vinteren 1941.
Det operationelle mål for operation Barbarossa var en hurtig erobring af den europæiske del af Sovjetunionen, vest for en linje mellem Arkhangelsk og Astrakhan, ofte kaldt A-A linjen (se Hitlers direktiv for detaljer). Ved operationens afslutning i december 1941 havde Den Røde Hær afvist de stærkeste fremstød fra Wehrmacht. Hitler havde ikke vundet den sejr, han havde forventet, men situationen i Sovjetunionen var kritisk. Taktisk havde tyskerne vundet nogle opsigtsvækkende sejre og besat nogle af de økonomisk vigtigste områder i USSR, herunder Ukraine. På trods af disse succeser var tyskerne skubbet tilbage fra Moskva, og de blev aldrig senere i stand til at skabe en samtidig offensiv over hele den sovjetisk-tyske front.
På grund af Barbarossas manglende succes blev der iværksat en række operationer i Rusland, som dog alle fejlede: Fortsættelsen af belejringen af Leningrad, Operation Nordlicht og slaget om Stalingrad sammen med andre slag i Sovjetunionen.
Operation Barbarossa er stadig historiens største militære operation målt på antallet af soldater, omfanget af erobret/tabt areal og tab af menneskeliv. Nederlaget i Operation Barbarossa resulterede i sidste ende i, at Tyskland led nederlag, hvorfor mange anser operationen som et vendepunkt i krigen. Det vigtigste ved operation Barbarossa var, at den startede krigen på Østfronten, som skulle vise sig at blive den største krigsskueplads i verdenshistorien. Operation Barbarossa og de områder, hvor den udspillede sig, blev skueplads for nogle af de største og mest brutale slag, forfærdelige tab af liv (civile og soldater) og rædselsvækkende forhold for både tyske og russiske soldater. Det fik stor betydning for, hvordan 2. verdenskrig udviklede sig og for det 20. århundredes historie i det hele taget.

## Tyske intentioner
Den tyske propaganda hævdede, at den Røde Hær forberedte sig på at angribe Tyskland, og deres egen invasion blev således fremstillet som forebyggende. I 1925-1926 havde Hitler i sin bog Mein Kampf gjort det helt klart, at det var hans hensigt at invadere Sovjetunionen ud fra den holdning, at det tyske folk havde behov for Lebensraum, dvs. jord og råmaterialer, og dem kunne han bedst finde østpå. Det var nazisternes udtrykte politik, at russere og andre slaviske folk skulle dræbes, deporteres eller gøres til slaver, da de anså dem for mindreværdige, og de ville herunder genbosætte deres områder med tyskere. Denne politik blev kaldt Den nye orden (Neuordnung) og blev fremlagt i detaljer i Hermann Görings Grønne mappe. Hele bybefolkningen i det invaderede land skulle udryddes ved udsultning, hvorved der ville blive skabt et overskud af landbrugsvarer, som skulle føde Tyskland og give mulighed for, at bybefolkningen kunne udskiftes med en tysk overklasse. Naziideologen Alfred Rosenberg foreslog, at de erobrede sovjetiske områder skulle administreres af følgende Reichskommissariater:
- Ostland (De baltiske lande og Hviderusland)
- Ukraine (Ukraine og tilstødende områder)
- Kaukasus (Sydlige Rusland og Kaukasus området)
- Moskau (Moskva metropolregionen og resten af det Europæiske Rusland)
- Turkestan (Centralasiatiske republikker og territorier)

Ved Nürnberg-processen i 1946 bekendtgjorde Sir Hartley Shawcross, at der i marts 1941 var planlagt følgende yderligere opdelinger af de østlige russiske områder:
- Ural (centrale og sydlige Ural samt nærmeste områder, udskilt fra den planlagte reorganisering af det østlige europæiske Rusland.
- Vestlige Sibirien (fremtidige vestlige Sibirien og Novosibirsk)
- Nordland (Sovjetunionens arktiske områder: Vestlige Nordland (nordkysten i det europæiske Rusland) og østlige Nordland (nordvestlige Sibiriens nordkyst))

Den nazistiske politik sigtede mod at ødelægge Sovjetunionen som politisk størrelse i overensstemmelse med den geopolitiske ide om Lebensraum ("Drang nach Osten") til glæde for de "ariske" generationer i de kommende århundreder.
Føreren forventede yderligere fordele:
- Når Sovjetunionen var besejret, ville manglen på arbejdskraft i den tyske industri kunne afhjælpes ved demobilisering af mange soldater.
- Ukraine ville være en stabil kilde til forsyninger af landbrugsprodukter.
- Ved at have Sovjetunionen som leverandør af slavearbejdere ville Tysklands geostrategiske position i høj grad blive forbedret.
- En sejr over Sovjetunionen ville yderligere isolere de Allierede, især Storbritannien.
- Den tyske økonomi havde brug for adgang til mere olie, og ved at kontrollere oliefelterne ved Baku kunne man opnå dette.

Molotov-Ribbentrop-pagten var blevet underskrevet kort før den tyske og sovjetiske invasion af Polen i 1939. Det var angiveligt en ikke-angrebspagt, men hemmelige protokoller skitserede en aftale mellem Tyskland og Sovjetunionen om deling af grænsestaterne imellem dem. Pagten kom som en overraskelse for alle på grund af landenes gensidige fjendskab og deres modsatrettede ideologier. Som følge af pagten havde Nazi-Tyskland og Sovjetunionen forholdsvis stærke diplomatiske forbindelser og var vigtige handelspartnere. Sovjetunionen leverede olie og råvarer til Tyskland, mens Tyskland leverede teknologi til Sovjetunionen. Men på trods af pagten forblev begge sider stærkt mistroiske over for hinandens hensigter, og da de begyndte at støde sammen i Østeuropa syntes en krig uundgåelig.
Hitler havde længe ønsket at erobre den europæiske del af Sovjetunionen for at udnytte, hvad han anså for dens Untermenschen – befolkning af slaviske undermennesker. Han havde kun indgået pagten, fordi den på kort sigt var fordelagtig. Udover de territoriale ambitioner, som både Hitler og Stalin besad, gjorde de ideologiske modsætninger mellem Nazi-Tyskland og Sovjetunionen en kommende konflikt mellem dem sandsynlig.
Stalins omdømme bidrog både til at retfærdiggøre nazisternes angreb og til deres tro på succes. I slutningen af 1930'erne havde Stalin ladet millioner af borgere dræbe eller indespærre under den store udrensning, herunder et stort antal af kompetente og erfarne officerer, hvilket havde efterladt den Røde Hær svækket og uden ledelse. Nazisterne understregede ofte det sovjetiske regimes brutalitet, når det udsendte propaganda rettet mod de slaviske folk.
| Citat        | Vi behøver blot at sparke døren ind, så vil hele den rådne bygning brase sammen | Citat |
| Adolf Hitler |                                                                                 |       |

Operation Barbarossa skulle kombinere et angreb i nord mod Leningrad med en symbolsk ladet erobring af Moskva og en økonomisk strategi om at erobre oliefelterne i syd på den anden side af Ukraine. Hitler og hans generaler var ikke enige om, hvilket af disse aspekter der var vigtigst, og hvor Tyskland skulle koncentrere sin indsats. Valget af prioriteter krævede et kompromis. Hitler anså sig selv for et politisk og militært geni. Under planlægningen af operation Barbarossa i 1940 og 1941 gentog Hitler ofte sin ordre: "Leningrad først, Donetsk-Bækkenet derefter, Moskva som det tredje." Hitler var utålmodig efter at komme i gang med sin længe ønskede invasion i øst. Han var overbevist om, at Storbritannien ville anmode om fred, når først Tyskland triumferede i Sovjetunionen, det område som havde Tysklands egentlige interesse. General Franz Halder bemærkede i sine dagbøger, at ved at ødelægge Sovjetunionen ville Tyskland knuse Storbritanniens håb om at besejre Tyskland.
Hitler var blevet overmodig af sine hurtige succeser i Vesteuropa og den Røde Hærs klodsethed i Vinterkrigen mod Finland i 1939-40. Han ventede at få en sejr i løbet af få måneder og forberedte derfor ikke en krig, der skulle vare ind i vinteren. Hans tropper havde derfor ikke varme uniformer, og der var ikke forberedt et længere felttog, da de indledte angrebet. Antagelsen om, at Sovjetunionen snart ville kapitulere, ville blive hans undergang.

## Tyske forberedelser
| Citat        | Når Barbarossa begynder, vil verden holde vejret og tie. | Citat |
| Adolf Hitler |                                                          |       |

Som forberedelse til angrebet flyttede Hitler 3,5 mio. tyske soldater og omkring 1 mio. soldater fra andre aksemagter til den sovjetiske grænse, gennemførte talrige rekognosceringstogter over sovjetisk område og oplagrede materiel i Øst. Sovjetunionen blev alligevel taget på sengen, mest på grund af Stalins tro på, at Det Tredje Rige formentlig ikke ville angribe blot to år efter at have underskrevet Molotov-Ribbentrop-pagten. Den sovjetiske leder troede også, at nazisterne formentlig ville afslutte deres krig mod Storbritannien, inden de åbnede en ny front. Han nægtede at tro gentagne advarsler fra sine efterretningstjenester om den tyske opmarch af frygt for, at rapporterne var britisk misinformation med henblik på at udløse en krig mellem Tyskland og Sovjetunionen.
Spionen dr. Richard Sorge gav Stalin den præcise dato for angrebets start. De svenske kryptoanalytikere under ledelse af Arne Beurling kendte også datoen på forhånd.
Tyskerne forberedte afledningsmanøvrer fra april 1941 for at give substans til deres påstande om, at Storbritannien var det egentlige mål: Operationerne Haifisch og Harpune. Disse simulerede forberedelser foregik i Norge, på Kanalkysten og i Storbritannien. Der var støtteaktiviteter som skibskoncentrationer, rekognosceringsflyvninger og træningsøvelser. Der blev forberedt invasionsplaner, og nogle detaljer fik lov at sive ud.
Hitler og hans generaler undersøgte også Napoleons fejlslagne invasion af Rusland. Efter krav fra Hitler begyndte den tyske overkommando OKW at udvikle en strategi, så han undgik disse fejltagelser.
Den strategi, som Hitler og hans generaler enedes om, involverede tre adskilte armégrupper (Heeresgruppen), som skulle erobre specifikke områder og byer i Sovjetunionen. De tyske hovedangreb forløb langs de historiske invasionsveje. Heeresgruppe Nord fik til opgave at marchere gennem De baltiske lande til det nordlige Rusland og enten erobre eller ødelægge byen Leningrad (før og nu Sankt Petersborg). Heeresgruppe Mitte skulle rykke mod Smolensk og derefter til Moskva gennem det, som i dag er Hviderusland og de vestlige dele af Rusland. Heeresgruppe Süd skulle ramme det tætbefolkede kernelandbrugsområde i Ukraine og erobre Kijev, inden den fortsatte østpå over stepperne til Volga og det olierige Kaukasus.
Hitler, OKW og de forskellige overkommandoer var ikke enige om det vigtigste mål. Ved forberedelsen af Barbarossa gik det meste af OKW ind for et direkte fremstød mod Moskva, mens Hitler blev ved med at understrege sit mål om at erobre det ressourcerige Ukraine og Baltikum, inden han koncentrerede sig om Moskva. Disse diskussioner medførte en forsinkelse, som udskød Barbarossa fra midten af maj til slutningen af juni 1941, men kan have været uden betydning, da den russiske mudderårstid (rasputitsa), hvor vejene omdannes til pløre, faldt sent det år; men mere tid blev senere spildt på forskellige kritiske tidspunkter, hvor Hitler og OKW suspenderede operationerne for at diskutere de strategiske mål.
Samtidig med at angribe de strategiske mål besluttede tyskerne at bringe styrker ind i de besatte områder for at modvirke sovjetiske partisanaktiviteter, som de vidste ville opstå i de områder, partisanerne kontrollerede. Det omfattede enheder fra Waffen-SS og Gestapo, som var specialister i at undertrykke modstand og i at fange og dræbe modstandere.

## Sovjetunionens forberedelser
Selv om Hitler og andre i den tyske overkommando anså Sovjetunionen for at være svag, var det bestemt ikke tilfældet. Hastig industrialisering i 1930'erne havde resulteret i, at industriproduktionen var på højde med Tysklands, og kun overgået af USA's. Produktionen af militærudstyr steg til stadighed, og i årene op til krigen blev økonomien i stigende grad orienteret mod militær produktion. I begyndelsen af 1930'erne blev der udviklet en meget moderne operationel doktrin for den Røde Hær, og den blev udbredt i feltregulativerne fra 1936.
|                     | 1. januar 1939 | 22. juni 1941 | % vækst |
| ------------------- | -------------- | ------------- | ------- |
| Divisioner beregnet | 131,5          | 316,5         | 140,7   |
| Personnel           | 2.485.000      | 5.774.000     | 132,4   |
| Kanoner og mortérer | 55.800         | 117.600       | 110,7   |
| Kampvogne           | 21.100         | 25.700        | 21,8    |
| Fly                 | 7.700          | 18.700        | 142,8   |

Ifølge Taylor og Proektor (1974) var de sovjetiske styrker i de vestlige militærdistrikter i undertal i forhold til deres modstandere. 2,6 mio. sovjetiske soldater mod 4,5 mio. aksetropper. Den samlede størrelse af de sovjetiske væbnede styrker i starten af juli 1941 var på lidt over 5 mio. mand, 2,6 mio. i vest, 1,8 mio. i Fjernøsten og resten placeret eller under optræning andre steder. Disse tal kan imidlertid være vildledende. Tallet for Sovjetunionens styrker i de vestlige distrikter medtager kun den første strategiske linje, som var stationeret på og bag den sovjetiske vestgrænse i en dybde af indtil 400 km. De undervurderer også størrelsen af den Første strategiske linje, som faktisk var på 2,9 mio. mand. Tallet medregner ikke den mindre Anden strategiske linje, som den 22. juni var i færd med at blive rykket frem mod grænsen. Ifølge Sovjetunionens strategiske plan var det meningen, at den skulle være i stilling i starten af juli. De samlede aksestyrkers størrelse overdrives også. 3,3 mio. tyske tropper var øremærket til deltagelse i Barbarossa, men dette tal omfatter reserver, som ikke deltog i det indledende angreb. Yderligere 600.000 mand fra Tysklands allierede deltog også, men fortrinsvis efter det indledende angreb.
De samlede aksestyrker, der var til rådighed for operation Barbarossa, var på omkring 3,9 mio. Den 22. juni kunne den tyske hær opnå lokal overlegenhed ved sit indledende angreb (98 tyske divisioner), herunder 29 pansrede og motoriserede divisioner, hvilket var 90 % af dens mobile styrker, der angreb på en 1.200 km lang front mellem Østersøen og Karpaterne mod NKVD grænsetropper og divisionerne i den sovjetiske Første operationelle linje (den del af Første strategiske linje, som var stationeret umiddelbart bag fronten) i de tre vestlige militærdistrikter. Den havde afsluttet sin fremrykning og var klar til at angribe omkring to uger inden den Røde Hær havde planlagt at afslutte sin egen fremrykning, så anden strategiske linje kom på plads. På det tidspunkt var 41 % af de stationære sovjetiske baser placeret i grænseområderne, mange af dem i den 200 km brede zone langs grænsen. I overensstemmelse med hærens regulativer var brændstof, udstyr, jernbanevogne osv. ligeledes placeret der.
Ved mobilisering ville den Røde Hær efter krigsudbruddet til stadighed vokse i styrke. Mens styrken varierede på begge sider, er det korrekt at sige, at aksestyrkerne under felttoget i 1941 havde en mindre overvægt i tropper ved fronten. Ifølge Mikhail Meltjukhov (2000:477) havde den Røde Hær ved krigens begyndelse en styrke på i alt 5.774.211 mand: 4.605.321 i landstyrker, 475.656 i luftvåbenet, 353.752 i marinen, 167.582 som grænsevagter og 171.900 som polititropper i NKVD.
Inden for nogle vigtige våbensystemer havde Sovjetunionen en betydelig numerisk overvægt. Mht. kampvogne havde den Røde Hær en stor overvægt. Den havde 23.106 kampvogne, hvoraf omkring 12.782 var placeret i de fem vestlige militærdistrikter (tre af dem lå direkte over for den tyske invasionsfront). Vedligeholdelses- og klargøringsstandarden var imidlertid meget ringe. Der var knaphed på ammunition og radioer, og mange enheder manglede de nødvendige lastbiler til at kunne genforsyne tropperne.
Siden 1938 havde Sovjetunionen delvist spredt sine kampvogne ud i infanteridivisionerne for at støtte infanteriet, men efter erfaringerne i Vinterkrigen og deres observationer af den tyske Blitzkriegstaktik mod Frankrig, var man begyndt at efterligne tyskerne og placere de fleste panserkøretøjer i store, fuldt mekaniserede divisioner og korps. Denne reorganisering var imidlertid kun delvist gennemført, da Barbarossa gik i gang,, da der ikke var tilstrækkelig mange kampvogne til rådighed til at bringe de mekaniserede korps op på den ønskede styrke.
Den tyske Wehrmacht havde omkring 5.200 kampvogne i alt, hvoraf 3.350 blev indsat i invasionen. Dette giver et forhold på omkring 4:1 i den Røde Hærs favør. Den bedste sovjetiske kampvogn – T-34 – var den mest moderne i verden, og KV-serien var den bedst pansrede. De mest avancerede sovjetiske modeller T-34 og KV-1 var ikke til rådighed i større antal i starten af krigen og udgjorde kun 7,2 % af den sovjetiske kampvognsstyrke. Men mens disse 1.861 moderne kampvogne var teknisk og numerisk overlegne i forhold til de 1.404 tyske mellemtunge Panzer III og IV kampvogne, havde sovjetstyrkerne i 1941 stadig mangler i kommunikation, træning og erfaring i at anvende sådanne våben effektivt.
Den sovjetiske hærs overlegenhed i tungt udstyr blev også mere end opvejet af, at de tyske styrker var langt bedre trænet og kampklare. Det sovjetiske officerskorps og overkommando var blevet decimeret under Stalins store udrensning i 1936-1938. Af 90 generaler, som blev arresteret, overlevede kun 6 udrensningen. Det samme gjaldt 36 ud af 180 divisionschefer og blot 7 ud af 57 korpschefer. I alt blev 30.000 fra den Røde Hær henrettet, mens flere blev sendt til Sibirien og erstattet med officerer, der blev vurderet som mere "politisk pålidelige". Tre af de fem marskaler før krigen og omkring to tredjedele af korps- og divisionscheferne blev skudt. Det betød, at der ofte sad yngre og mindre erfarne officerer på deres pladser; fx havde 75 % af den Røde Hærs officerer i 1941 haft deres poster i mindre end et år. Den gennemsnitlige sovjetiske korpschef var 12 år yngre end den tyske. Disse officerer havde en tendens til at tøve med at tage initiativer og manglede ofte den fornødne træning og erfaring til at beklæde deres job.
Antallet af fly var også kraftigt i Sovjetunionens favør; men de sovjetiske fly var stort set forældede, og det sovjetiske artilleri manglede moderne ildkontrolsystemer. De fleste sovjetiske enheder var på fredsfod, hvilket var forklaringen på, at enhederne havde deres fly parkeret tæt sammen i pæne rækker frem for spredt, hvilket gjorde dem til lette mål for Luftwaffe i krigens første dage.
Inden invasionen havde det sovjetiske luftvåben forbud mod at nedskyde rekognosceringsfly fra Luftwaffe, selv om der blev fløjet hundredvis af missioner ind i sovjetisk luftrum.
Den russiske krigsindsats i den første fase af krigen på Østfronten var hæmmet af en mangel på moderne fly. Det sovjetiske luftvåben var udstyret med et stort antal forældede fly, såsom I-15 biplan og I-16. I 1941 begyndte MiG-3, LaGG-3 og Jak 1 først at rulle af samlebåndene og var generelt meget underlegne i forhold til Messerschmitt Bf 109 eller den senere Fw 190, da denne blev taget i brug i september 1941. Kun få havde radio – og de, der fandtes, sendte ukrypteret og fungerede ikke pålideligt. Den ringe indsats fra VVS (Vojenno-Vozdusjnye Sily, det sovjetiske luftvåben) under Vinterkrigen mod Finland havde forøget Luftwaffes overbevisning om, at det sovjetiske luftvåben kunne nedkæmpes. Standarden for træning i luften var blevet fremskyndet som forberedelse på et tysk angreb, der var forventet i 1942 eller senere. Men den russiske pilotuddannelse var ekstremt dårlig. Ordre nr. 0362 fra Folkekommissæren for forsvar, dateret den 22. december 1940 gav ordre til, at flytræningen skulle fremskyndes og forkortes. Utroligt nok havde det sovjetiske luftvåben 201 MiG-3 og 37 MiG-1, der var kampklare den 22. juni, men kun fire piloter var blevet trænet i at benytte disse fly.
Den Røde Hær var spredt og uforberedt. Enheder var ofte delt og uden transportmidler til at blive samlet inden kamp. Selv om den Røde Hær havde mange og gode kanoner, var der nogle kanoner, som var uden ammunition. Artillerienheder manglede ofte transportmidler, så de kunne ikke flytte deres kanoner. Kampvognsenheder var sjældent veludstyrede og manglede også træning og logistisk støtte. Vedligeholdelsesstandarden var meget ringe. Enheder blev sendt i kamp, uden at der blev gjort foranstaltninger til, at de kunne få nye forsyninger af brændstof, ammunition eller forstærkninger af personel. Ofte var enheder ubrugelige efter blot at have været i indsats en enkelt gang. Hæren var midt i en reorganisering, hvor kampvognene blev placeret i store kampvognskorps, hvilket bidrog til forvirringen.
Selv om den Røde Hær på papiret så ud til at være på lige fod med den tyske hær, var realiteten på slagmarken meget anderledes. Inkompetente officerer og delvis mangel på udstyr, utilstrækkelig motoriseret, mangel på logistisk støtte og dårlig træning gjorde, at den Røde Hær var i en meget uheldig situation. F.eks. mistede den Røde Hær i starten af felttoget omkring 6 kampvogne, hver gang tyskerne mistede 1.
I foråret 1941 havde Stalins egen efterretningstjeneste gentagne gange advaret om, at et tysk angreb var nært forestående; men Stalin valgte at ignorere disse advarsler. Selv om han indrømmede muligheden af et angreb i al almindelighed og gjorde mange forberedelser, valgte han at undgå at provokere Hitler. Han havde placeret officerer omkring sig, som formentlig kun ville fortælle ham det, som han gerne ville høre, så han troede, at den situation, som Sovjetunionen stod i i foråret 1941, var langt stærkere, end den faktisk var. Han nærede også en ubegrundet tillid til Molotov-Ribbentrop-pagten, som var blevet underskrevet blot to år tidligere. Endelig mistænkte han briterne for at prøve på at sprede falske rygter for at udløse en krig mellem Tyskland og Sovjetunionen.
Som følge heraf blev de sovjetiske grænsetropper ikke sat i fuldt alarmberedskab og blev sommetider endda forbudt at skyde tilbage uden tilladelse, når de blev angrebet. Selv om en delvis alarmering blev sat i kraft den 10. april, var de ganske enkelt ikke klar, da det tyske angreb kom. Det kan være årsagen til den diskussion, som nedenfor citeres fra Viktor Suvorov.
Enorme sovjetiske styrker var samlet bag den vestlige grænse for det tilfælde, at tyskerne angreb; men de var meget sårbare på grund af ændringer i den Røde Hærs taktiske doktrin. I 1938 blev der på foranledning af general Pavlov indført en standardlineær forsvarstaktik på linje med andre landes. Infanteridivisioner forstærket med en kampvognsenhed lå i nedgravede stillinger, så de dannede stærkt befæstede zoner. Så kom Frankrigs fald. Den franske hær, der blev anset for at være verdens stærkeste, blev besejret på seks uger. Sovjetiske analyser af begivenhederne, der var baseret på ufuldstændige oplysninger, konkluderede, at det franske kollaps skyldtes, at Frankrig baserede sig på et lineært forsvar og manglede kampvognsreserver.
Den Røde Hær besluttede ikke at gentage disse fejltagelser. I stedet for at grave sig ned i et lineært forsvar skulle infanteridivisionerne fremover koncentreres i store formationer. De fleste kampvogne blev samlet i 31 mekaniserede korps, hver med over 1.000 kampvogne, større end en hel tysk Panzerarmé (selv om kun få af disse korps havde nået deres planlagte styrke den 22. juni). Hvis tyskerne angreb, skulle deres pansrede spydspidser afskæres og nedkæmpes af de mekaniserede korps. De ville derefter samarbejde med infanteriet om at drive det tyske infanteri tilbage, mens det var sårbart på vej mod slagmarken. Den sovjetiske, venstre fløj i Ukraine, skulle kraftigt forstærkes, så den kunne foretage en strategisk omringning, og efter at have nedkæmpet den sydlige tyske armégruppe skulle den svinge nordpå gennem Polen ind i ryggen på den midterste og den nordlige armégruppe. Når den fuldstændige nedkæmpelse af den omringede tyske hær således var sikret, skulle den Røde Hær fortsætte med en offensiv ind i resten af Europa.

### Teorien om Sovjetunionens offensive planer
Modargumenter til den sædvanlige fortolkning er kommet fra den russiske historiker og tidligere GRU-tilknyttede Viktor Suvorov i bogen Icebreaker. Han hævder, at de sovjetiske landstyrker var særdeles velorganiserede og mobiliserede en masse hele vejen langs den tysk-sovjetiske grænse som forberedelse til en sovjetisk invasion af Europa, der var fastsat til søndag den 6. juli 1941, operation Groza. Den tyske operation Barbarossa var, mener han, rent faktisk et forebyggende angreb, som drog fordel af de massive sovjetiske troppekoncentrationer lige ved Nazitysklands 1941-grænser. Suvorov hævder, at de sovjetiske troppekoncentrationer ved Tysklands grænser var offensive i deres natur, ikke defensive, som de i reglen beskrives. Teorien har vundet anerkendelse, især blandt historikere i Østeuropa.
En undersøgelse udført af den russiske militærhistoriker Mikhail Meltjukhov (“Stalin's Missed Chance”) støtter den påstand, at sovjetiske styrker var ved at samles til et angreb på Tyskland. Han afviser imidlertid påstanden om, at det tyske angreb var et forebyggende angreb: Meltjukhov mener, at begge sider forberedte et angreb, men at ingen af siderne troede på et angreb fra modparten. Andre russiske historikere, som støtter denne antagelse, er Vladimir Nevezjin, Boris Sokolov og Valeri Danilov. På nøglepunkter minder denne argumentation om den fortolkning, de tyske historikere Werner Maser og Joachim Hoffmann er fremkommet med.
Det nu offentliggjorte forslag fra Zjukov af 25. maj 1941 lagde op til et sovjetisk angreb mod Tyskland. Dette dokument foreslog hemmelig mobilisering og fremføring af den Røde Hærs tropper til de vestlige grænser under dække af træning. Selv om det generelt antages kun at være et udkast, som ikke blev godkendt af Stalin, har de ovennævnte historikere hævdet, at – i betragtning af Stalins koncentration af magt – var tanken om, at sovjetiske generaler fulgte en linje, som var uafhængig af Stalins og indeholdt en invasionsplan, særdeles usandsynlig. Hertil kom, hævdes det, at de faktiske sovjetiske troppekoncentrationer lå tæt på grænsen, ligesom brændstofdepoterne og flyvepladserne. Alt dette var ubrugeligt ved defensive operationer. (Maser 1994: 376–378; Hoffmann 1999: 52–56)
Suvorov fremlægger et bevis, som understøtter teorien om et forestående sovjetisk angreb: de kort og parlører, der var udleveret til sovjetiske tropper. Militærtopografiske kort kan i modsætning til andre militære forsyninger kun bruges i et bestemt område. Ifølge Suvarov fik sovjetiske tropper udleveret kort over Tyskland og tysk-besatte områder. Parlørerne indeholdt spørgsmål om SA officerer – og SA-officerer fandtes kun i selve Tyskland. I modsætning hertil var kort over sovjetisk område sjældne, ifølge Suvorov. Det er værd at bemærke, at efter det tyske angreb blev officeren, der var ansvarlig for kortfremstillingen, generalløjtnant M.K. Kudrjavtsev ikke straffet af Stalin, som ellers var kendt for ekstremt hårde straffe, hvis man ikke adlød hans ordrer. Ifølge Suvorov viser det, at general Kudrjavtsev fulgte sine ordrer fra Stalin, som ganske enkelt ikke forventede et tysk angreb.
Intet af dette er imidlertid afgørende beviser på, at Sovjetunionen planlagde et strategisk angreb på Tyskland, især da den sovjetiske side lagde vægt på offensiv på det operationelle niveau, selvom landet strategisk var i defensiven.
|                                  | Tyskland og allierede | Sovjetunionen | Ratio   |
| -------------------------------- | --------------------- | ------------- | ------- |
| Divisioner                       | 166                   | 190           | 1 : 1,1 |
| Personel                         | 4.306.800             | 3.289.851     | 1,3 : 1 |
| Kanoner og artilleri             | 42.601                | 59.787        | 1 : 1,4 |
| Kampvogne og selvkørende kanoner | 4.171                 | 15.687        | 1 : 3,8 |
| Fly                              | 4.389                 | 11.537        | 1 : 2,6 |

## Invasionen

### Sammensætningen af Aksemagternes styrker
Halder som var chef for hærens generalstab OKH koncentrerede følgende Wehrmacht og Luftwaffe styrker til operationen:
Heeresgruppe Nord (Armégruppe Nord) (Wilhelm Ritter von Leeb) tog opstilling i Østpreussen med 26 divisioner:
- 16. Armee (Ernst Busch)
- Panzergruppe 4 (Erich Hoepner)
- 18. Armee (Georg von Küchler)
- Luftflotte 1 (Alfred Keller)

Heeresgruppe Mitte (Armégruppe Centrum) (Fedor von Bock) tog opstilling i det østlige Polen med 49 divisioner:
- 4. Armee (Günther von Kluge)
- Panzergruppe 2 (Guderian)
- Panzergruppe 3 (Hermann Hoth)
- 9. Armee (Strauss)
- Luftflotte 2 (Albert Kesselring)

Heeresgruppe Süd (Armégruppe Syd) (Gerd von Rundstedt) tog opstilling i det sydlige Polen og Rumænien med 41 divisioner:
- 17. Armee (Carl-Heinrich von Stülpnagel)
  - Slovakiske ekspeditionsstyrke (Čatloš)
  - Kongelige ungarske hærs "Hurtigt bevægende Armékorps"(Miklós) – Oprindelig en del af en større "Karpater gruppe" (Karpat Gruppe)
- Panzergruppe 1 (von Kleist)
- 11. Armee (Eugen Ritter von Schobert)
  - Corpo di Spedizione Italiano in Russia, CSIR (Messe)
- 6. Armee (Walter von Reichenau)
  - 3. Rumænske Armé (Dumitrescu)
  - 4. Rumænske Armé (Constantinescu)

- Luftflotte 4 (Alexander Löhr)

Med opstilling i Norge en mindre styrke bestående af:
- Armee-Oberkommando Norwegen (Nikolaus von Falkenhorst) med to korps
- Luftflotte 5 (Stumpff)

Talrige mindre enheder fra hele det nazistisk besatte Europa såsom Légion des Volontaires Français contre le Bolchévisme, støttede den tyske krigsindsats.

### Sammensætningen af de sovjetiske styrker
Ved begyndelsen af det Det Tredje Riges invasion af Sovjetunionen den 22. juni 1941 var Den røde hærs ansvarsområder i den europæiske del af Sovjetunionen delt op i fire aktive fronter (en sovjetisk 'front' svarer til en armégruppe). Flere fronter blev senere etableret indenfor de overordnede ansvarsområder i de tre militære operationsområder, som nogenlunde svarede til de tyske armégrupper (Heeresgruppen) hvad angår geografiske operationsområder.
Efter ordre fra Georgij Zjukov blev der straks efter invasionen dannet en Nordfront ud fra militærdistrikt Leningrad, en Nordvestfront ud fra det baltiske militærdistrikt, en Vestfront ud fra det hviderussiske militærdistrikt og en Sydvestfront ud fra militærdistriktet i Kijev.
Sydfronten blev etableret den 25. juni med udgangspunkt i militærdistriktet i Odessa.
De første overordnede stabe blev etableret den 10. juli med Vorosjilov som leder af det nordvestlige operationsområde, Timosjenko som leder af det vestlige operationsområde og Budjonny som leder af det sydvestlige operationsområde.
Styrkerne i det nordvestlige operationsområde omfattede:
- Nordfronten under ledelse af generaloberst Markian Mikhailovitj Popov over for Finland og bestående af 14. Armé, 7. Armé og 23. Armé foruden en række mindre enheder, der direkte var underlagt frontens hærfører.
- Nordvestfronten under ledelse af generaloberst Fjodor Kuznetsov forsvarede de baltiske lande og bestod af 8. Armé, 11. Armé og 27. Armé foruden andre frontenheder (34 divisioner).
- Ishavsflåden og Østersøflåden

Styrkerne i det vestlige operationsområde omfattede:
- Vestfronten, under ledelse af general Dmitrij Grigorjevitj Pavlov, og bestående af 3. Armé, 4. Armé, 10. Armé samt hovedkvarteret for 13. Armé, som koordinerede uafhængige frontenheder (45 divisioner).
- Pinsk-flotillen

Styrkerne i det sydvestlige operationsområde omfattede:
- Sydvestfronten under ledelse af generaloberst Mikhail Petrovitj Kirponos. Den bestod af 5. Armé, 6. Armé, 12. Armé og 26. Armé samt en gruppe enheder under direkte ledelse af operationsområdet (45 divisioner).
- Sydfronten under ledelse af General Ivan Vladimirovitj Tjulenev blev etableret den 25. juni 1941 fra 8. uafhængige Armé sammen med 2. og 18. mekaniserede korps og med 26 divisioner som støtte.
- Sortehavsflåden

Udover arméerne i fronterne var der yderligere seks arméer i den vestlige del af Sovjetunionen:
16. Armé, 19. Armé, 20. Armé, 21. Armé, 22. Armé og 24. Armé, som sammen med uafhængige enheder udgjorde Stavkas reserve gruppe af Arméer, som senere blev omdøbt til Sovjetiske Reservefront, som i princippet var underlagt Stalins direkte kommando.

### Åbningsfasen (22. juni 1941 – 3. juli 1941)
Klokken 3:15 om søndagen den 22. juni 1941 angreb aksestyrkerne. Det er svært at afgøre, hvor store styrker de to sider rådede over i den indledende fase, da de fleste tyske tal medtager reserver, der var tiltænkt Østfronten, men endnu ikke var indsat, foruden adskillige andre problemer med finde sammenlignelige tal mellem de tyske og de sovjetiske styrker. Et rimeligt skøn er, at omkring 3 mio. tyske soldater gik til angreb den 22. juni, og at de stod over for lidt færre sovjetiske soldater i grænsemilitærdistrikterne. Bidraget fra de tyske allierede kunne først for alvor mærkes senere i kampagnen. Overraskelsen var fuldstændig, selv om Stavka var blevet alarmeret af rapporter om, at Wehrmacht'enheder nærmede sig grænsen i angrebsformation og kl. 0.30 havde givet ordre til, at de sovjetiske grænsetropper skulle advares om, at krigen var umiddelbart forestående, men kun få enheder blev alarmeret i tide.
Angrebet kom som et chok. Det var ikke så meget tidspunktet for angrebet som den enorme mængde af aksetropper, som stødte ind i sovjetisk område på samme tid. Bortset fra de ca. 3,2 mio. tyske landstyrker, som deltog i eller var tiltænkt felttoget, var der ca. 500.000 rumænske, ungarske, slovakiske, kroatiske og italienske tropper, som med tiden ledsagede de tyske styrker, mens den finske hær gjorde en stor indsats mod nord. Den 250. spanske blå division (División Azul) var en underlig enhed, som hverken tilhørte en aksemagt eller var en frivillig Waffen-SS enhed, men derimod spanske falangister og nazi-sympatisører.
Rekognosceringsfly fra Luftwaffe arbejdede på højtryk for at identificere troppekoncentrationer, forsyningslagre og flyvepladser og planlægge deres udslettelse. Luftwaffes opgave var at neutralisere det sovjetiske luftvåben. Det blev ikke nået i løbet af de første dage, selv om de sovjetiske fly stod opstillet i store grupper på de permanente flybaser frem for at være spredt på mindre flyvepladser; således var de ideelle mål. Luftwaffe hævdede, at de havde ødelagt 1.489 fly den første dag i felttoget. Hermann Göring, lederen af Luftwaffe troede ikke på tallene og beordrede dem kontrolleret. Ved at gennemrode vragene på de sovjetiske flybaser viste det sig, at Luftwaffes tal havde været i underkanten, da der blev fundet over 2.000 ødelagte sovjetiske fly. Tyskerne hævdede kun at have ødelagt 3.100 sovjetiske fly i løbet af de første tre dage, men rent faktisk var de sovjetiske tab langt højere. Ifølge den russiske historiker Viktor Kulikov blev der ødelagt omkring 3.922 fly.
Luftwaffe havde opnået luftoverlegenhed i alle tre sektorer af fronten og beholdt den indtil årets slutning, fortrinsvis på grund af det sovjetiske luftvåbens behov for at støtte retirerende styrker på jorden. Luftwaffe var derfor i stand til at bruge mange af sine eskadriller til støtte for styrkerne på jorden.

#### Nordlige armégruppe
Overfor Heeresgruppe Nord lå der to sovjetiske arméer. Den tyske hærs overkommando (OKH) sendte Panzergruppe 4 med 600 kampvogne mod det sted, hvor de to arméer mødtes. Panzergruppe 4 havde til opgave at krydse floderne Nemunas og Daugava, (også kaldet Njemen og Dvina), som var de to største hindringer ved fremrykningen mod Leningrad. På den første dag krydsede kampvognene floden Nemunas og trængte 80 km frem. I nærheden af Raseiniai blev kampvognene mødt af 300 sovjetiske kampvogne. Det tog fire dage for tyskerne at omringe og nedkæmpe de sovjetiske kampvogne. Derefter krydsede tyskerne Daugava i nærheden af Daugavpils. Tyskerne var nu indenfor en afstand, hvor de umiddelbart kunne angribe Leningrad, men på grund af forsyningssituationen gav Hitler ordre til, at panserenhederne skulle stoppe, mens infanteriet indhentede dem. Ordren om at holde stille blev fastholdt i en uge, hvilket gav den sovjetiske hær tid til at opbygge et forsvar omkring Leningrad og langs bredden af floden Luga. Den sovjetiske stilling blev yderligere kompliceret af, at der den 22. juni indledtes en anti-sovjetisk opstand i Litauen og der blev proklameret et uafhængigt Litauen. Ca. 30.000 litauiske oprørere angreb de sovjetiske styrker og blev støttet af etniske litauere i den Røde Hær. Da de tyske styrker kom længere nordpå, brød der også væbnet modstand ud mod de sovjetiske styrker i Estland. Slaget om Estland sluttede den 7. august, da den tyske 18. Armee nåede kysten ved Kunda.

#### Centrale armégruppe
Overfor Heeresgruppe Mitte var der fire sovjetiske arméer: 3., 4., 10. og 11. Armé. De sovjetiske arméer holdt et frontfremspring, som gik ind i det af Tyskland besatte Polen med centrum ved Bialystok. Bag Bialystok lå Minsk, hovedstaden i Hviderusland og et vigtigt jernbaneknudepunkt. Målene for Heeresgruppe Mittes to Panzergrupper var at mødes ved Minsk og forhindre, at den Røde Hær slap væk fra frontfremspringet. Panzergruppe 3 brød gennem fronten dér, hvor de to nordlige sovjetiske fronter mødtes nord for frontfremspringet og krydsede Nemunas floden (Njemen), mens Panzergruppe 2 krydsede den vestlige Bug længere mod syd. Mens Panzergrupperne angreb, gik infanteriet i Heeresgruppe Mitte frem mod frontfremspringet og omringede til sidst de sovjetiske tropper ved Bialystok.
Overkommandoen i Moskva forstod i starten ikke omfanget af den katastrofe, som havde ramt Sovjetunionen. Marskal Semjon Timosjenko beordrede alle sovjetiske styrker til at indlede en generel modoffensiv, men da forsynings- og ammunitionsdepoterne var ødelagt, og kommunikationssystemerne var totalt brudt sammen, slog de ukoordinerede modangreb fejl. General Zjukov underskrev det berygtede Direktiv fra Folkekommissariatet for Forsvaret Nr. 3 (han hævdede senere, at det var under pres fra Stalin), som krævede at den Røde Hær indledte en offensiv. Han gav tropperne ordre til "at omringe og ødelægge fjendens styrker i nærheden af Suwałki og erobre Suwałki-regionen inden aften den 26. juni", at "omringe og nedkæmpe fjendens styrker, der havde invaderet i retning af Vladimir-Volynia og Brody", samt ydermere at "erobre Lublin-området inden aften den 24. juni." Denne manøvre slog fejl, og fik organisationen i en række enheder i den Røde Hær til at bryde sammen, og de blev hurtigt nedkæmpet af de tyske styrker.
Den 27. juni mødtes Panzergruppe 2 og 3 ved Minsk efter at være rykket 320 km ind på sovjetisk område – en tredjedel af strækningen til Moskva. I den store lomme mellem Minsk og den polske grænse var resterne af 32 sovjetiske riffeldivisioner, 8 pansrede divisioner foruden motoriserede kavaleri- og artilleridivisioner omringet.

#### Sydlige armégruppe
Overfor Heeresgruppe Süd i Ukraine reagerede de sovjetiske hærførere hurtigt på det tyske angreb. Fra starten stod angriberne over for en beslutsom modstand. Over for tyskerne var der i Ukraine tre sovjetiske arméer: 5., 6. og 26. De tyske infanteriarméer angreb dér, hvor de tre arméer mødtes, mens Panzergruppe 1 drev sin pansrede spydspids med 600 kampvogne lige gennem den sovjetiske 6. armé i retning af Brody. Den 26. juni indledte fem mekaniserede sovjetiske korps med over 1.000 kampvogne et kraftigt modangreb mod Panzergruppe 1. Slaget var blandt de mest indædte under invasionen og varede i over fire dage. Til sidst sejrede tyskerne, men de sovjetiske styrker tilføjede Panzergruppe 1 alvorlige tab.
Da de sovjetiske modoffensiver var slået fejl, var de sidste større sovjetiske kampvognsenheder blevet indsat i kampene, og den Røde Hær indtog en defensiv stilling med fokus på at gennemføre en strategisk tilbagetrækning under alvorligt pres. Ved slutningen af den første uge havde alle tre tyske armégrupper opnået væsentlige mål for felttoget. Men i de store lommer ved Minsk og Bialystok kæmpede de sovjetiske styrker fortsat. Det kostede tyskerne store tab at nedkæmpe disse lommer, og det lykkedes for mange sovjetiske styrker at undslippe. Man regner i almindelighed med, at den Røde Hærs tab var i størrelsesordenen 600.000 døde, savnede, fangne og sårede. Det sovjetiske luftvåben mistede 1.561 fly ved Kijev.
Slaget var en enorm taktisk (Hitler troede strategisk) sejr, men det var lykkedes at trække tyske styrker væk fra en tidlig offensiv mod Moskva, og man havde forsinket yderligere tysk fremrykning i 11 uger. General Kurt Von Tippleskirch bemærkede: "Russerne havde i høj grad tabt et slag, men de havde vundet felttoget".

### Midterfasen (3. juli 1941 – 2. oktober 1941)
Den 3. juli gav Hitler endelig grønt lys for kampvognene til at genoptage deres fremrykning østpå, efter at infanteridivisionerne havde indhentet dem; men et tordenvejr, som er typisk for de russiske somre, forsinkede deres fremrykning, og det sovjetiske forsvar var også blevet stivet af. Forsinkelserne gav de sovjetiske styrker tid til at organisere et stort modangreb mod Heeresgruppe Mitte. Det endelige mål for Heeresgruppe Mitte var byen Smolensk, som dækkede vejen mod Moskva. Over for tyskerne var der en gammel, sovjetisk forsvarslinje, der blev forsvaret af seks arméer. Den 6. juli indledte de sovjetiske styrker et angreb med 700 kampvogne mod Panzergruppe 3. Tyskerne besejrede dette modangreb takket være deres store overlegenhed i luften. Panzergruppe 2 krydsede floden Dnepr og rykkede frem mod Smolensk fra syd, mens Panzergruppe 3 efter at have besejret det sovjetiske modangreb rykkede frem mod Smolensk fra nord. Tre sovjetiske arméer var fanget i en knibtang. Den 26. juli sluttedes ringen, og 180.000 soldater fra den Røde Hær blev taget til fange.
Fire uger inde i felttoget erkendte tyskerne, at de havde undervurderet styrken af de sovjetiske hære kraftigt. De tyske tropper havde brugt deres oprindelige forsyninger, men havde endnu ikke nået den forventede strategiske bevægelsesfrihed. Operationerne blev sat ned i tempo, så nye forsyninger kunne nå frem. Forsinkelsen skulle bruges til at tilpasse strategien til den nye situation. Hitler havde mistet troen på omringningsslag, da store grupper af sovjetiske soldater hver gang var undsluppet, og mente i stedet at han kunne besejre Sovjetunionen ved at påføre landet store økonomiske skader ved at berøve det den industrielle kapacitet til at kunne fortsætte krigen. Dette betød, at man skulle erobre de industrielle centre ved Kharkov og Donbas, oliefelterne i Kaukasus og hurtigt erobre Leningrad, der var et centrum for militær produktion i nord. Han ønskede også at skabe forbindelse med finnerne mod nord.
De tyske generaler gik derimod kraftigt ind for en fortsættelse af offensiven i retning mod Moskva. Udover den psykologiske betydning af at erobre fjendens hovedstad pegede generalerne på, at Moskva var et stort center for våbenproduktion og centrum for det sovjetiske kommunikations- og transportsystem. Desuden pegede efterretningsrapporter på, at hovedparten af den sovjetiske hær var placeret i nærheden af Moskva under Semjon Timosjenko for at forsvare hovedstaden for enhver pris. Hitler var imidlertid ubøjelig og udstedte en ordre om, at Heeregruppe Mittes kampvogne skulle sendes nord- og sydpå, så offensiven mod Moskva blev midlertidigt suspenderet. I midten af juli nåede tyskerne frem til få kilometer fra Kijev. Panzergruppe 1 stødte sydpå, mens den tyske 17. Armé stødte østpå, og i lommen fangede tyskerne tre sovjetiske arméer ved Uman. Mens tyskerne nedkæmpede lommen, drejede kampvognene mod nord og krydsede Dnepr. I mellemtiden havde Panzergruppe 2 krydset floden Desna med 2. Armé på sin højre flanke. De to Panzergrupper fangede herefter fire sovjetiske arméer og dele af to andre.
Til det endelige angreb mod Leningrad blev Panzergruppe 4 forstærket med kampvogne fra Heeresgruppe Mitte. Den 8. august brød kampvognene gennem det sovjetiske forsvar. Den tyske 16. Armé angreb mod nordøst, 18. Armee ryddede Estland og rykkede frem til Peipus søen. I slutningen af august var Panzergruppe 4 trængt frem til 50 km fra Leningrad. Finnerne var rykket mod sydøst på begge sider af Ladoga søen og havde nået den gamle finsk-sovjetiske grænse.
På dette tidspunkt beordrede Hitler, at Leningrad skulle ødelægges endeligt – og der skulle ikke tages fanger. Den 9. september begyndte Heeresgruppe Nord det endelige fremstød, som i løbet af 10 dage bragte den til en afstand af 11 km fra byen; men fremrykningen over de sidste 10 km gik meget langsomt, og tabene voksede. Hitler mistede tålmodigheden og gav ordre til, at byen ikke skulle stormes, men sultes til overgivelse. Han havde brug for Heeresgruppe Nords kampvogne i Heeresgruppe Mitte til en offensiv mod Moskva.
Inden angrebet på Moskva kunne starte, måtte operationerne ved Kijev være afsluttet. Halvdelen af Heeresgruppe Mitte var svunget sydpå bag om stillingerne ved Kijev, mens Heeresgruppe Süd rykkede nordpå fra dets brohoved ved Dnepr. Omringningen af de sovjetiske styrker i Kijev skete den 16. september. De omringede sovjetiske styrker gav ikke umiddelbart op, og et voldsomt slag fortsatte, hvor de sovjetiske tropper blev beskudt fra kampvogne og artilleri og bombarderet fra luften. Efter 10 dages voldsomme kampe erklærede tyskerne, at de havde taget 600.000 sovjetiske soldater til fange (det var dog ikke korrekt. De havde taget 600.000 mænd mellem 15 og 70 til fange, men kun 480.000 af dem var soldater. Heraf brød 180.000 ud af omringningen, så aksemagterne endte med at tage 300.000 krigsfanger).

### Afsluttende fase (2. oktober 1941 – 7. januar 1942)
Efter slaget ved Kijev var den Røde Hær ikke længere i overtal, og der var ikke længere trænede reserver. Til at forsvare Moskva kunne Stalin indsætte 800.000 mand i 83 divisioner, men kun 25 divisioner var fuldt kampklare. Operation Typhoon, fremstødet mod Moskva, begyndte den 2. oktober. Foran Heeresgruppe Mitte lå der en række udbyggede forsvarslinjer, hvoraf den første var centreret omkring Vjazma og den anden omkring Mozhaisk.
Det første fremstød tog de sovjetiske styrker fuldstændig på sengen, da Panzergruppe 2, der var vendt tilbage fra syden, tog Orel, som lå 120 km syd for den første sovjetiske hovedforsvarslinje. Tre dage senere nåede de tyske kampvogne frem til Brjansk, mens 2. Armée angreb vestfra. Tre sovjetiske arméer var nu omringet. Mod nord angreb Panzergruppe 3 og 4 Vjazma, hvor de omringede yderligere fem sovjetiske arméer. Moskvas første forsvarslinje var blevet smadret. Lommen gav yderligere 663.000 sovjetiske fanger, hvilket bragte totalen siden invasionens start op på 3 mio. krigsfanger. Den Røde Hær havde kun 90.000 mand og 150 kampvogne tilbage til forsvaret af Moskva.
Den 13. oktober brød Panzergruppe 3 frem til knap 150 km fra hovedstaden. Der blev indført undtagelsestilstand i Moskva. Næsten lige fra starten af Operation Typhoon var vejret blevet stadig dårligere i den russiske rasputitsa årstid. Temperaturen faldt, mens det regnede konstant, hvilket gjorde vejene til mudder og bremsede den tyske fremrykning mod Moskva til så lidt som 3 km om dagen. Forsyningssituationen blev til stadighed forværret. Den 31. oktober beordrede den tyske overkommando en standsning af Operation Typhoon, mens arméerne blev reorganiseret. Denne pause gav de sovjetiske styrker (som havde en langt bedre forsyningssituation, da de kunne benytte deres jernbaneforbindelser) tid til at modtage forstærkninger, og på lidt over en måned etablerede den Røde Hær 11 nye hære, som bl.a. omfattede 30 divisioner af sibiriske tropper. Disse var blevet frigivet fra det sovjetiske Fjernøsten, da den sovjetiske efterretningstjeneste havde forsikret Stalin om, at der ikke længere bestod en trussel fra japanerne. Sammen med de sibiriske tropper kom der over 1.000 kampvogne og 1.000 fly.
Tyskerne var ved at være udmattede og huskede på Napoleons invasion af Rusland. General Günther Blumentritt skrev i sin dagbog:
De huskede, hvad der skete med Napoleons armé. De fleste af dem genlæste Caulaincourts uhyggelige beretning fra 1812. Det havde en kraftig indflydelse i den kritiske periode i 1941. Jeg kan stadig se von Kluge traske gennem mudderet fra sit kvarter til sit kontor og stå foran kortet med Caulaincourts bog i hånden.
Den 15. november begyndte jorden at blive hård af frost, og tyskerne begyndte igen at rykke frem mod Moskva. Selv om tropperne selv nu igen kunne rykke frem, havde der ikke været nogen pause, så forsyningssituationen kunne blive forbedret. Overfor tyskerne stod seks sovjetiske arméer. Det var tyskernes mening at lade Panzergruppe 3 og 4 krydse Moskva-kanalen og omringe Moskva fra nordøst. Panzergruppe 2 skulle angribe Tula og derpå rykke frem mod Moskva fra syd. Når de sovjetiske hære reagerede mod angrebene på flankerne, skulle 4. Armé angribe i centrum. I løbet af to uger med desperate kampe og uden tilstrækkelig brændstof og ammunition nærmede tyskerne sig langsomt Moskva. I syd blev Panzergruppe 2 blokeret, da det den 22. november lykkedes sovjetiske enheder fra Sibirien at angribe og besejre den. Men det lykkedes for Panzergruppe 4 at forcere Moskvakanalen og begynde omringningen.
Den 2. december var Panzergruppe 4 trængt frem til 24 km fra Moskva, men så begyndte vinterens første snestorme. Den tyske hær var ikke udstyret til vinterkrigsførelse. Forfrysninger og sygdomme gav større tab end kampene, og antallet af døde og sårede var allerede nået op på 155.000 på tre uger. Nogle divisioner var nede på halv styrke. Den voldsomme kulde gav også alvorlige problemer for kanoner og udstyr, og vejret holdt Luftwaffe på jorden. De nyopstillede russiske enheder ved Moskva var nu på 500.000 mand, og den 5. december indledte de et massivt modangreb, som trængte tyskerne over 300 km tilbage. Invasionen af Sovjetunionen kom til at koste den tyske hær over 250.000 døde og 500.000 sårede, hvoraf de fleste tab indtraf efter 1. oktober. Hertil kom et ukendt antal døde og sårede fra de andre aksemagter som Ungarn, Rumænien, samt udenlandske Waffen-SS-tropper, foruden de medkrigsførende finner.

## Senere begivenheder
Det hævdes, at det var en fatal beslutning at udskyde operationen fra den oprindelige startdato 15. maj, da Hitler ønskede at intervenere mod et antitysk kup i Jugoslavien og græske fremstød mod Italiens besættelse af Albanien; men det var blot en af årsagerne til udskydelsen. En anden årsag var det sene forår i 1941 i Rusland sammen med en usædvanlig våd juni i 1941, hvilket gjorde en række veje i de vestlige dele af Sovjetunionen ufremkommelige for tunge køretøjer. Under felttoget gav Hitler ordre til, at hovedfremstødet mod Moskva blev drejet sydpå for at hjælpe Heeresgruppe Süd med at erobre Ukraine. Dette træk forsinkede angrebet på den sovjetiske hovedstad, selv om det også hjalp med til at sikre Heeresgruppe Mittes sydflanke. Da de igen rettede blikket mod Moskva, førte den kraftige modstand fra den Røde Hær – hjulpet af de mudrede veje i rasputitsa-årstiden og det efterfølgende vintersnefald til, at de tyske hære blev stoppet.
Det havde også betydning, at modstanden fra den Røde Hær, som kaldte krigen for Den store Fædrelandskrig, var langt stærkere end ventet. Grænsefæstningen Brest i det tidligere Polen (nu Hviderusland) illustrerer denne modstand: Fæstningen blev angrebet på invasionens første dag – og tyskerne regnede med at erobre den i løbet af få timer, men Brest holdt ud i flere uger (Den sovjetiske propaganda hævdede senere, at den holdt ud i seks uger).
Tyskerne havde også store problemer med at bringe forsyninger frem, efterhånden som forsyningslinjerne blev meget lange og sårbare over for sovjetiske partisaners angreb i bagområderne. Sovjetstyrkerne gennemførte Den brændte jords taktik i nogle af de områder, de blev tvunget til at opgive for at forhindre, at tyskerne kunne få mad, brændstof og husly.
Trods tilbageslagene fortsatte tyskerne med at rykke frem og omringede og nedkæmpede hele arméer af sovjetiske tropper og tvang dem til overgivelse. Slaget om Kijev var særligt brutalt. Den 19. september fik Heeregruppe Süd kontrol med Kijev og tog 665.000 sovjetiske fanger. Kijev fik senere tildelt titlen Helteby for sin heroiske forsvarsindsats.
Heeresgruppe Nord som skulle erobre De baltiske lande og derefter Leningrad, rykkede frem til udkanten af Leningrad i august 1941, hvor voldsom sovjetisk modstand stoppede den. Da erobring af byen forekom at være for kostbar, besluttede den tyske overkommando at sulte byen til overgivelse gennem en blokade og indledte belejringen af Leningrad. Byen holdt ud trods adskillige forsøg fra tysk side på at gennembryde dens forsvar, uophørlige luft- og artilleriangreb og alvorlig mangel på fødevarer og brændstof, indtil tyskerne blev drevet væk fra byens omegn i begyndelsen af 1944. Leningrad var den første sovjetiske by, som blev udnævnt til Helteby.
Udover hovedangrebet i operation Barbarossa besatte tyske tropper det finske Petsamo for at sikre sig vigtige nikkelminer. De igangsatte også en række angreb mod Murmansk fra den 28. juni. Dette angreb gik under betegnelsen Operation Silberfuchs.

## Årsager til Sovjets indledende nederlag
Den Røde Hær og luftvåben blev besejret så grundigt i 1941, især fordi styrkerne var dårligt forberedt og blev overrasket af angrebet fra aksestyrkerne, som i 1941 var de mest erfarne og bedst trænede i Verden. Aksestyrkerne havde en doktrin, som lagde vægt på bevægelighed og nedkæmpelse, fremragende kommunikation og den tiltro, der stammer fra gentagne sejre med små tab. De sovjetiske, væbnede styrker derimod manglede lederskab, træning og parathed. Den sovjetiske planlægning byggede i høj grad på en antagelse om, at det først ville komme til krig i 1942, så aksestyrkernes angreb kom på et tidspunkt, da nye organisationer og nye lovende våben først var ved at blive implementeret. En stor del af de sovjetiske styrker var koncentreret ved den nye vestgrænse i tidligere polsk område, der var uden større forsvarsværker, hvilket betød, at mange sovjetiske enheder blev løbet over ende og nedkæmpet i de første uger af krigen. I starten blev mange sovjetiske enheder også hæmmet af Semjon Timosjenkos og Georgij Zjukovs ordrer fra før krigen (efter krav fra Josef Stalin) om ikke at indlade sig i kamp eller reagere på provokationer (efterfulgt at en ligeså ødelæggende første reaktion fra Moskva om at stå fast og kæmpe og derpå iværksætte modangreb. Dette udsatte mange enheder for tysk omringning). Det blev også hæmmet af en mangel på erfarne officerer og bureaukratisk langsommelighed.
De sovjetiske styrkers taktiske fejltagelser i de første uger af krigen viste sig katastrofale. I starten blev den Røde Hær narret af en fuldstændig overvurdering af sine egne evner. I stedet for at opfange de tyske kampvognsangreb faldt de sovjetiske mekaniserede korps i baghold og blev ødelagt, efter at Luftwaffe havde pådraget dem alvorlige tab. Sovjetiske kampvogne, der var dårligt vedligeholdte og bemandet med utrænede besætninger, brød sammen i et alarmerende omfang, og mangel på reservedele og lastbiler fik logistikken til at bryde sammen. Beslutningen om ikke at lade infanteridivisionerne grave sig ned, viste sig katastrofal. Uden kampvogne og tilstrækkelige transportmidler kunne de sovjetiske tropper ikke gennemføre en mobil krigsførelse mod tyskerne og deres allierede.
Stalins ordrer til sine tropper om ikke at trække sig tilbage eller overgive sig betød en tilbagevenden til statiske lineære stillinger, som tyske kampvogne let kunne bryde igennem og derefter let afbryde forsyningslinierne og omringe hele sovjetiske arméer. Først senere gav Stalin sine tropper tilladelse til at trække sig tilbage, når det var muligt og omgruppere sig, gennemføre en defensiv i dybden eller gennemføre modangreb. Mere end 2,4 mio. sovjetiske soldater var taget til fange, da man nåede til december 1941, hvor de tyske og sovjetiske styrker kæmpede omtrent i forstæderne af Moskva. De fleste af disse tilfangetagne sovjetiske soldater døde af kulde, sult, sygdomme og bevidst dårlig behandling fra tyskernes side.
Selv om aksestyrkerne ikke nåede Barbarossas oprindelige mål, betød de enorme sovjetiske tab en ændring af den sovjetiske propaganda. Inden krigen mod Tyskland havde den sovjetiske regering hævdet, at dens hær var meget stærk; men i efteråret 1941 var det regeringens linje, at den Røde Hær havde været svag, og at der ikke havde været tilstrækkelig tid til at forberede den til krig, samt at det tyske angreb var kommet som en overraskelse.
Viktor Suvorov giver en anden forklaring i sin bog Icebreaker. De bedre udrustede sovjetiske styrker var i færd med at forberede deres eget overraskelsesangreb mod aksestyrkerne, fortrinsvis rettet mod deres olieforsyning i Rumænien. Suvorovs kilder antyder, at den 6. juli – to uger efter den faktiske tyske invasion – var det tidspunkt, som var fastsat til indledningen af den sovjetiske operation "Tordenvejr". Den russiske historiker Boris Sokolov, som undersøgte den sovjetiske førkrigsplanlægning, konkluderede også, at efter den tyske invasion den 22. juni 1941 gennemførte den Røde Hær modangreb inden for rammerne af den planlagte offensiv, og at de efterfølgende defensive operationer fra den sovjetiske hær, i lyset af at der ikke var udarbejdet defensive planer før krigen, blot var improvisationer: og at det var årsagen til de gigantiske nederlag i starten.

## Årsager til det tyske nederlag i Operation Barbarossa
Den alvorlige situation, hvori den belejrede tyske hær befandt sig i slutningen af 1941, skyldtes den Røde Hærs stigende styrke, som blev forstærket af en række faktorer, som på kort sigt begrænsede den tyske hærs effektivitet. Den vigtigste af disse faktorer var, at styrkerne var trængt for langt frem, så en alvorlig transportkrise ramte forsyning og bevægelse og undergravede de fleste divisioners styrke. Manglen på infanteri, som var åbenlys den 1. september 1941, blev aldrig afhjulpet. I resten af krigen mod Sovjetunionen manglede den tyske hær infanteri og støtteenheder.
Tyskerne havde ved invasionen mønstret 3.350 stridsvogne, 7.000 feltkanoner og mere end 2.000 fly. Flere end 600.000 heste trak ambulancer og kanoner. Men Hitler havde helt undervurderet sin modstander. Efter 1987 er det påvist, at Sovjetunionen i 1941 var langt bedre udrustet med både stridsvogne og kampfly end Tyskland, mens Hitler forudsatte, at det var modsat. Der er blevet draget paralleller til Napoleons invasion af Rusland, og Karl 12.s nederlag i slaget ved Poltava.

### Undervurdering af Sovjetunionens potentiale
De tyske planlæggere undervurderede stærkt, hvor mange styrker den Røde Hær kunne mobilisere. Dens primære mobiliseringsstyrke, dvs. det samlede antal allerede trænede enheder, som kunne bringes på krigsfod inden for en kort periode) var omkring dobbelt så stor som ventet. I begyndelsen af august havde nye arméer taget opstilling i stedet for de allerede nedkæmpede. Alene dette faktum pegede på, at Operation Barbarossa ville slå fejl, for tyskerne måtte nu begrænse deres operationer i en måned for at bringe nye forsyninger frem, hvilket kun efterlod seks uger til at afslutte felttoget inden moradsårstiden begyndte, hvilket var en umulig opgave. På den anden side havde den Røde Hær vist sig i stand til at erstatte enorme tab i tide, og var ikke ødelagt som en sammenhængende styrke. Da divisionerne bestående af værnepligtige, der var uddannet inden krigen, blev nedkæmpet, blev de erstattet af nye i et omfang af omkring en halv million soldater pr. måned i resten af krigen. De sovjetiske styrker viste sig også meget dygtige til at opstille og træne mange nye arméer på baggrund af de mange forskellige etniske befolkninger i de vidtstrakte republikker. Det var Sovjetunionens evne til at mobilisere store (om end ofte dårligt uddannede og udstyrede) styrker inden for kort tid og i en stadig strøm, som gjorde det muligt for Sovjetunionen at overleve de første seks kritiske måneder af krigen, og den store undervurdering af denne evne gjorde de tyske planer urealistiske.
Hertil kom efterretninger fra Richard Sorge, den sovjetiske mesterspion i Japan, som udelukkede muligheden for en krig mod Japan, hvilket tillod Sovjetunionen at overføre styrker fra Fjernøsten, der var fuldt uddannede i at udkæmpe en vinterkrig, til de europæiske operationsområder.
Den tyske overkommando undervurderede kraftigt den effektive kontrol, som den sovjetiske centralregering udøvede. Den tyske overkommando troede, at den sovjetiske regering var ineffektiv, hvilket ikke var tilfældet. Tyskerne baserede deres håb om en hurtig sejr på troen på, at det kommunistiske sovjetiske system var råddent og ville falde sammen, når det blev ramt hårdt.
Rent faktisk viste det sovjetiske system sig elastisk og overraskende tilpasningsberedt. I lyset af de tidlige knusende nederlag lykkedes det Sovjetunionen at demontere hele industrier, som var truet af den tyske fremrykning. Disse vigtige fabrikker blev sammen med deres faglærte arbejdere transporteret med jernbanen til sikre områder uden for den tyske hærs rækkevidde. Trods tabet af råvarer og det kaos, der fulgte af invasionen, lykkedes det Sovjetunionen at bygge nye fabrikker i tilstrækkeligt antal til at gennemføre masseproduktion af det nødvendige krigsudstyr. Det sovjetiske styre var aldrig i fare for at bryde sammen og havde hele tiden tæt kontrol over den sovjetiske krigsindsats.
Tyskerne behandlede de sovjetiske fanger med brutalitet og begik grusomheder overfor befolkningen i de besatte områder. Effekten af denne behandling var, at der opstod et dybfølt had mod tyskerne blandt de sovjetiske borgere. Hadet til tyskerne gjorde det muligt for den sovjetiske regering af få befolkningen til at bringe ofre, som ville være uhørte i vestlige lande.
Tyskerne undervurderede også det sovjetiske folk. Den tyske overkommando anså de sovjetiske soldater for at være inkompetente og anså de almindelige borgere for at være undermennesker. De tyske soldater blev forbløffede over den voldsomhed, hvormed den Røde Hær kæmpede. Tyske planlæggere var forundrede over, hvor mange lidelser de sovjetiske borgere kunne udholde og stadig arbejde og kæmpe.
En yderligere årsag til det tyske nederlag var en undervurdering af Sovjetunionens teknologiske kapacitet. Selv om det meste sovjetiske udstyr var tyskernes langt underlegent i starten af krigen, blev dette gab mindsket, efterhånden som mere avancerede modeller kom i produktion. Den almindelige sovjetiske soldat blev ved med at være underforsynet med udstyr, men sovjetiske våben som PPSj-maskinpistolerne og T-34-kampvognene viste sig at være mere end ligeværdige med deres tyske modstykker. Især T-34-kampvognen udgjorde en klar forskel mellem de tidlige felttog og de senere sovjetiske modoffensiver.

### Fejl i den logistiske planlægning
I starten af krigen i den tørre sommer tog tyskerne de sovjetiske styrker på sengen og ødelagde en stor del af den sovjetiske hær i de første uger. Da de fordelagtige vejrforhold blev afløst af de barske betingelser i efteråret og vinteren, og den sovjetiske hær kom til kræfter igen, begyndte den tyske offensiv at gå i stå. Den tyske hær kunne ikke forsynes i tilstrækkelig grad til et vedvarende felttog. Der var ganske enkelt ikke tilstrækkelig meget brændstof til rådighed til, at hele den tyske hær kunne nå sine forventede mål.
Det var de tyske forsyningsenheder ganske klar over, inden felttoget begyndte, men deres advarsler blev overhørt. Hele den tyske plan byggede på den antagelse, at den tyske hær i løbet af fem uger ville opnå fuldstændig strategisk frihed på grund af den sovjetiske hærs fuldstændige kollaps. Kun i det tilfælde ville det have været muligt at afse tilstrækkelig logistisk støtte til de brændstofbehov, som de små mobile enheder, der skulle besætte det besejrede land, ville have.
Tysk infanteri og kampvogne stormede 500 km frem i den første uge, men deres forsyningslinjer kæmpede for at nå med. De sovjetiske jernbaner kunne ikke umiddelbart anvendes, da deres sporvidde var større end den tyske, og kom først i brug, efterhånden som der blev erobret tilstrækkelig mange lokomotiver og vogne. Jernbanespor og konvojer af langsomt kørende lastbiler blev også favoritmål for sovjetiske partisaner – selv om de ikke for alvor var blevet aktive i 1941. Manglen på forsyninger forsinkede den tyske lynkrig betydeligt.
Den tyske logistiske planlægning overvurderede også væsentligt det sovjetiske transportsystems tilstand. Vej- og jernbanenettet i det østlige Polen var velkendt, men udover det var informationerne sparsomme. Veje, som så imponerende ud på kort, viste sig at være jordveje, eller også var de kun på planlægningsstadiet.

### Vejret
En undersøgelse udgivet af U.S. Army's Combat Studies Institute i 1981 konkluderede, at Hitlers plan var mislykkedes, inden det strenge vintervejr satte ind. Han var så sikker på en hurtig sejr, at han end ikke planlagde med den mulighed, at der skulle føres krig om vinteren. Alligevel havde hans hær et tab på 23 % af sin gennemsnitlige styrke på 3,2 mio. i løbet af de første fem måneder af invasionen, og den 27. november 1941 rapporterede general Eduard Wagner, Generalquartiermeister i den tyske hær, at "Vi har udtømt vore ressourcer af både mænd og udstyr. Vi står over for at blive konfronteret med farerne ved midvinteren".
De tyske tropper var ikke forberedt på at klare det barske vejr og det elendige vejnet i Sovjetunionen. I efteråret satte terrænet en bremse på den tyske fremrykning. Kun få veje var brolagt eller asfalteret. Jorden i Sovjetunionen var dækket af meget løst sand om sommeren, klistret mudder om efteråret og masser af sne om vinteren. De tyske kampvogne havde smalle bælter med begrænset greb og højt tryk på jordoverfladen. I modsætning hertil havde de nye generationer af sovjetiske kampvogne som T-34 og KV-1 bredere bælter og var langt mere mobile under disse forhold. De 600.000 store europæiske heste, som tyskerne brugte til forsyning og transport af artilleri klarede sig ikke godt i dette vejr. De små ponyer, som den Røde Hær benyttede, var langt bedre tilpasset til klimaet og kunne endda skrabe isen af jorden med deres hove til græsset nedenunder.
De tyske tropper var i det store og hele uforberedt på det barske vejrlig i efteråret og vinteren 1941. Udstyret var blevet forberedt på vinterforhold, men det var ikke muligt at flytte det frem til fronten med det alvorligt overbelastede transportsystem. Som følge heraf var tropperne ikke udstyret med passende vinterudrustning, og nogle soldater måtte pakke aviser om sig inden for uniformen for at holde varmen, mens temperaturerne faldt til rekordlave niveauer på mindst -30 °C. Tyskerne måtte bruge kostbart brændstof til ovne og varmeapparater. Sovjetiske soldater var oftest udstyret med varme, kiltede uniformer, filtbeklædte støvler og pelshuer.
Nogle tyske våben strejkede i kulden. Smøreolien fungerede ikke i ekstrem kulde. Det førte til, at maskiner ikke virkede, og at våben ikke kunne skyde. For at kunne føre granater ind i kampvognskanonerne måtte frosset fedt skrabes af med en kniv. Sovjetiske enheder havde knap så alvorlige problemer, fordi de var fortrolige med kulden. Fly var udstyret med isolerende tæpper, som holdt motorerne varme, mens de stod parkerede. Lettere olietyper blev anvendt.
Det er en velkendt myte, at kombinationen af dybt mudder efterfulgt af sne stoppede alle militære bevægelser i den barske russiske vinter. Militære operationer blev bremset af disse faktorer, men langt mere på den tyske end på den sovjetiske side. Den sovjetiske modoffensiv i december 1941 flyttede fronten 160 km på sine steder, hvilket viste, at mobil krigsførelse kunne foregå under vinterbetingelser.
Da den rigtige vinter begyndte, blev Hitler bange for en gentagelse af Napoleons katastrofale tilbagetog fra Moskva og beordrede hurtigt de tyske tropper til at stå fast, hvor det overhovedet var muligt, over for sovjetiske modangreb. Det blev kendt som "stå fast eller dø"-ordren. Det forhindrede, at tyskerne blev slået på flugt, men førte til store tab i kamp og på grund af kulde.

## Følger
Stalin deporterede tyske krigsfanger til sovjetiske arbejdslejre. Etniske grupper blev også deporteret en masse til østen: i september 1941 blev 439.000 volgatyskere (ligesom mere end 300.000 andre tyskere fra forskellige områder) hovedsageligt deporteret til Kasakhstan, da deres autonome republik blev afskaffet ved et dekret fra Stalin; i maj 1944 var 182.000 krimtatarer deporteret fra Krim til Usbekistan; og den fuldendte deportation af tjetjenere (393.000) og ingusjetere (91.000) til Kasakhstan fandt sted i 1944 (se Tvangsforflytning af befolkningsgrupper i Sovjetunionen).
Tysklands manglende evne til at sejre over Sovjetunionen i Operation Barbarossa gav Sovjetunionen mulighed for modangreb for at generobre de tabte landområder og angribe længere ind på tysk territorium. Fra omkring midten af 1944 oplevede Sovjetunionen en ubrudt række sejre, samtidig med at de tyske styrker blev ramt af uudholdelige nederlag. Denne sejrsrække startede i Operation Bagration og fortsatte i den hurtige sejr ved Lvov-Sandomierz-offensiven. Tyskland ville aldrig igen være i stand til at iværksætte et succesfuldt angreb på Sovjetunionen. Nederlaget i Operation Barbarossa banede vejen for de sovjetiske styrker, således at de kunne kæmpe sig frem til Berlin og dermed cementere nazismens og Tysklands ultimative nederlag i 2. verdenskrig.
Af de 3,1 millioner tyskere som antages omkommet på østfronten, fik kun omkring 200.000 en grav; og kun omkring halvdelen af disse er forsynet med navn.